# Berta de Borgoña
Berta de Borgoña (964-Castillo de Valperga, 1010) fue una princesa de Borgoña y reina consorte de Francia (997-1003).

## Orígenes familiares
Hija del conde palatino Conrado III de Borgoña y de su esposa Matilde de Francia. Era nieta por línea paterna del conde palatino Rodolfo II de Borgoña y Berta de Suabia, y por línea materna del rey Luis IV de Francia y Gerberga de Sajonia.

## Nupcias y descendientes
Se casó, en primeras nupcias, con el conde Eudes I de Blois. De este matrimonio nacieron:
- Teobaldo II de Blois (?-1004), conde de Blois;
- Eudes II de Blois (983-1037), conde de Blois;
- Terry de Blois (?-996);
- Agnès de Blois;[1]
- Berta de Blois.

El año 997 se casó con el rey Roberto II de Francia, el cual repudió a su primera esposa Susana de Italia.

## Excomunión de Roberto II

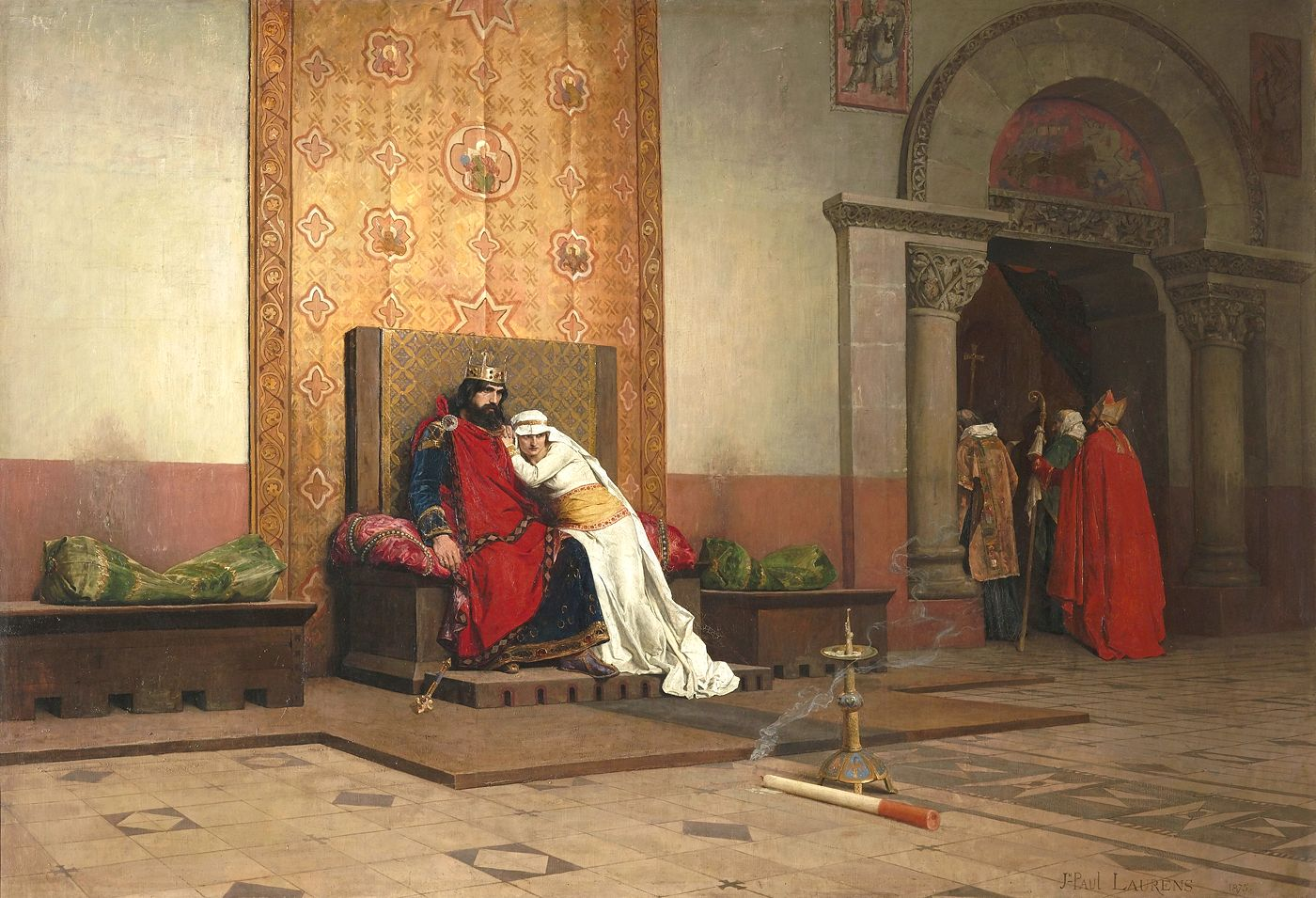
La excomunión de Roberto II

Roberto II se enamoró de Berta tan sólo verla y la convirtió en su amante. El año 995, a la muerte de Eudes I de Blois, Roberto II se quiso casar con ella, pero la oposición de Hugo Capeto, el cual invocaba el grado de parentesco entre los dos enamorados, provocó que no se pudiesen casar hasta su muerte.
Por aquel matrimonio el papa Gregorio V excomulgó al rey francés. Viendo la esterilidad de su nueva esposa (en 999 Berta había dado a luz un hijo muerto, quedado al parecer incapacitada para concebir nuevamente) y necesitando el apoyo político y militar de la Iglesia católica, repudió a Berta y se casó de nuevo con Constanza de Arlés para asegurar la descendencia.
El papa Silvestre II anuló el matrimonio de Berta y Roberto II, lo que permitió levantar la excomunión que pesaba sobre el rey francés.
Una vez asegurada la sucesión, Roberto II y Berta de Borgoña intentaron conseguir la anulación del nuevo matrimonio del rey francés, para mantener su relación amorosa, pero no lo consiguieron.